# Callitris
Callitris là một chi cây thân gỗ ngành Thông thuộc họ Hoàng đàn. Có 15 loài tìm thấy trong chi này, với 13 loài là bản địa ở Úc và 2 loài (C. neocaledonica, C. sulcata) bản địa Nouvelle-Calédonie. Thông thường, tên phổ biến tiếng Anh chi này là cypress-pine, một tên có chia sẻ với chi lân cận là Actinostrobus. Tuy nhiên, điều này không chính xác, vì vậy chúng dần dần được gọi là cypress trong tiếng Anh. Chúng là cây kích thước từ nhỏ đến trung bình hoặc là cây bụi loại lớn, cao từ 5m đến 25m (C. macleayana có thể cao đến 40m). Lá là loại lá của thực vật trường xuân.
Năm 2010, các hóa thạch tán lá thế Oligocen và trái của Callistris được tìm ra cạnh sông Lea ở Tasmania. Các hóa thạch được đặt tên là Callitris leaensis và là đại diện lâu nhất của chi này được biết đến.

## Hình ảnh

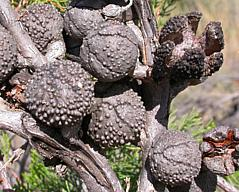
Trái (hạt) của Callitris verrucosa
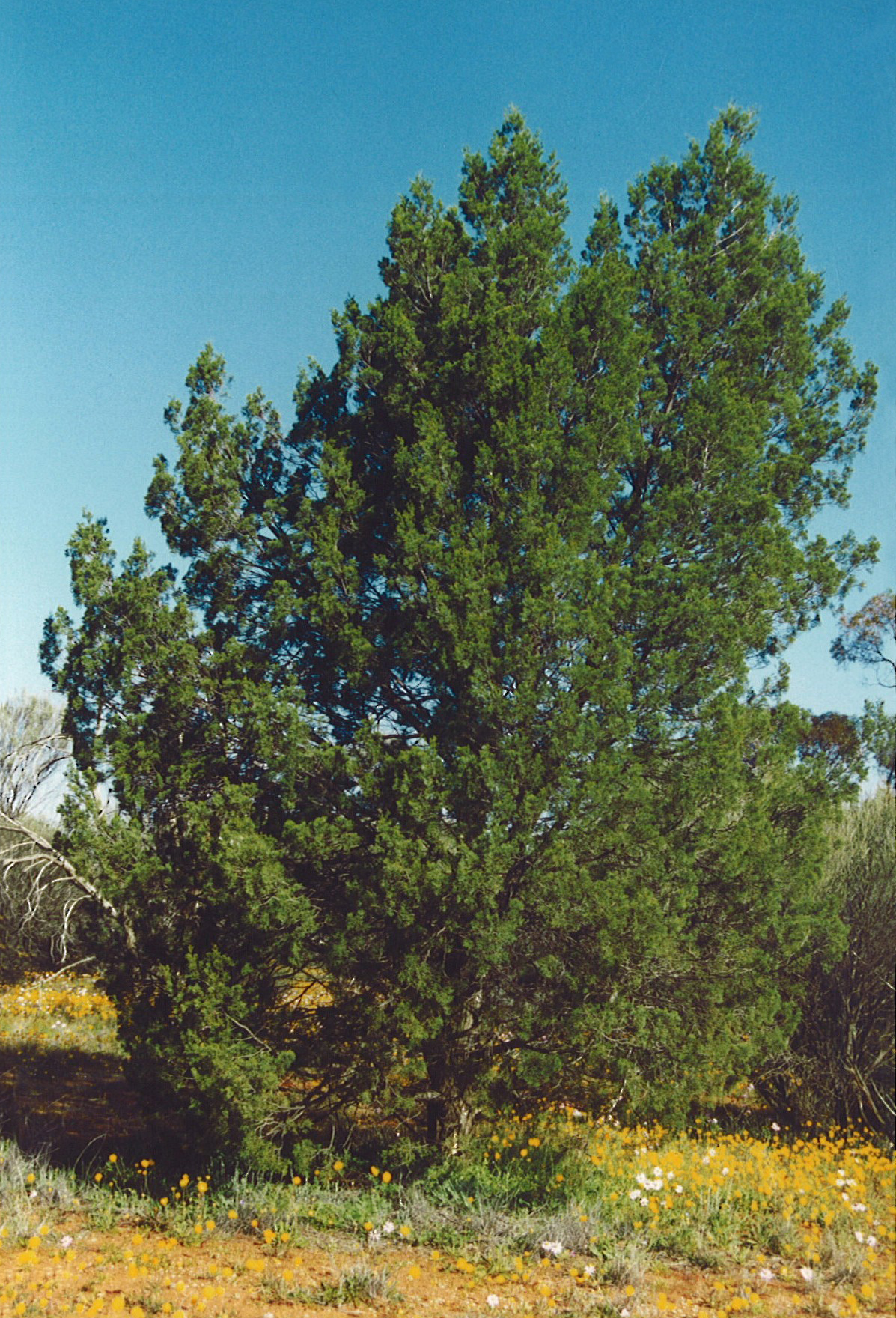
Callitris glaucophylla
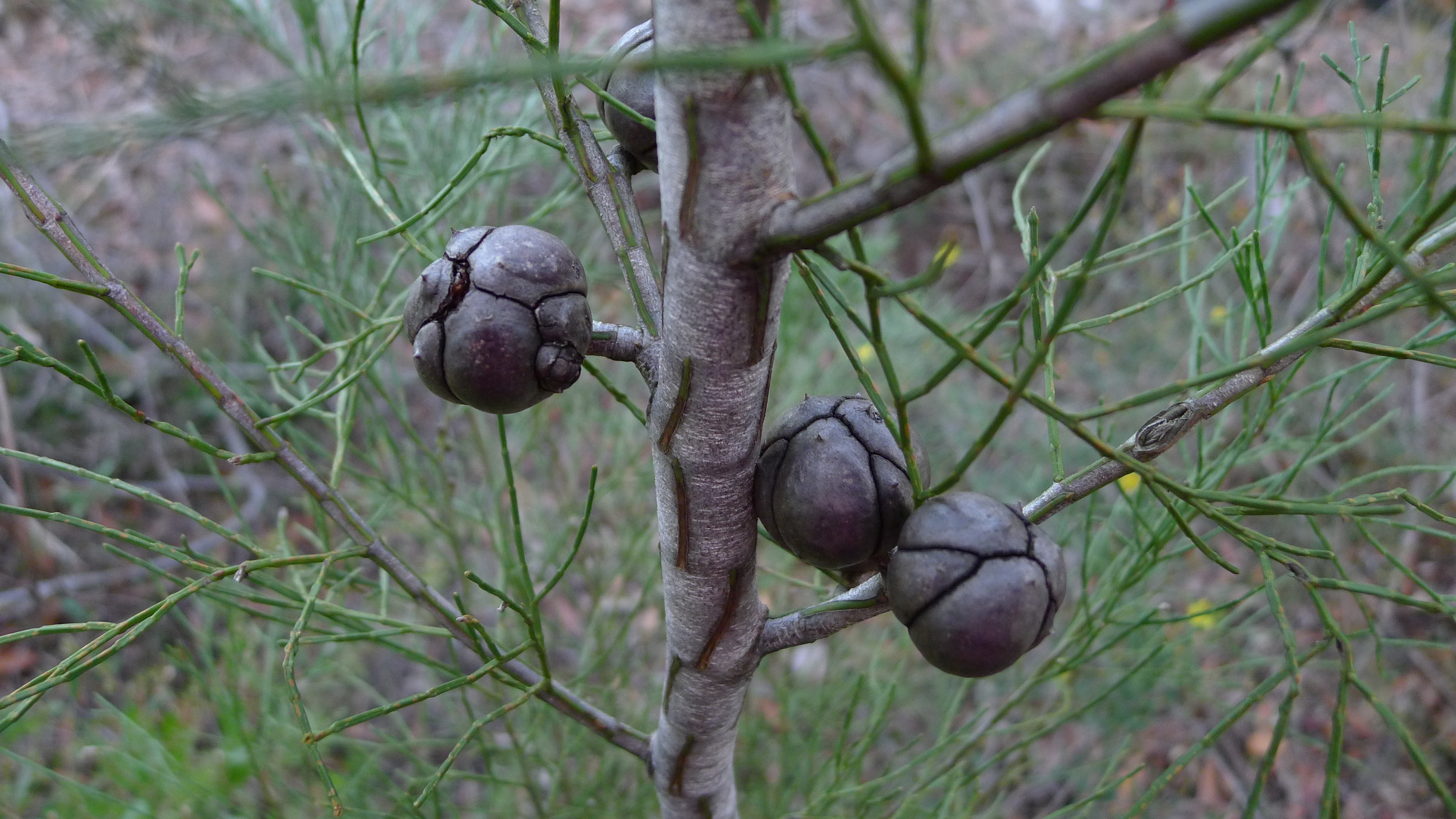
Trái (hạt) của Callitris muelleri
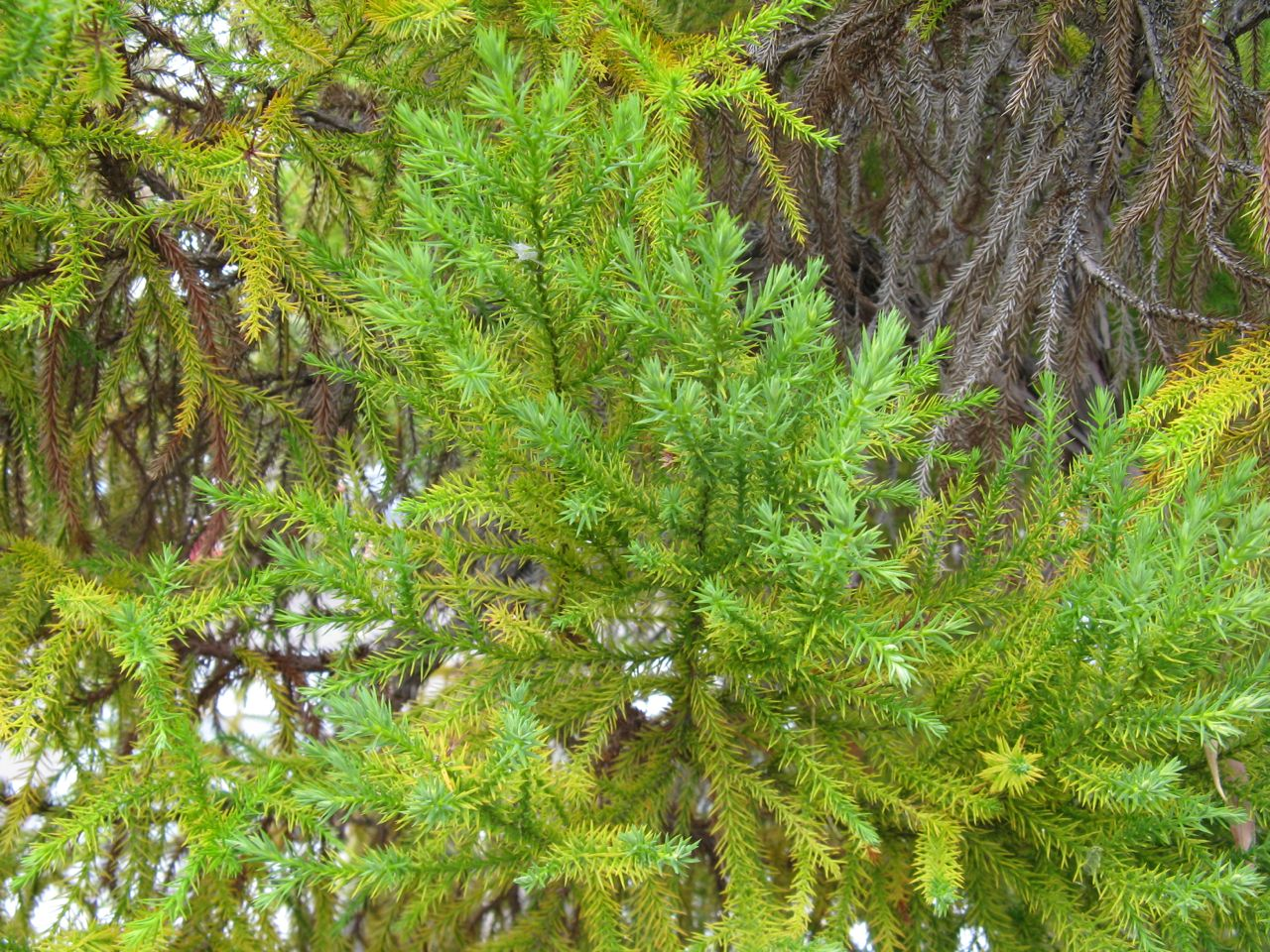
Callitris macleayana